# Anna (prenom)
Anna és un prenom femení català que prové del prenom llatí Anna, el qual deriva de l'hebreu Hānnah, el prenom de la mare de Maria, mare de Jesús. És un prenom tradicional en català que també es troba en altres llengües. A partir del prenom compost Maria Anna (i Maria Aina), aglutinat amb «Maria», ha donat lloc al prenom Marianna (i Mariaina) i la seva variant Aina aglutinada amb Francina a partir del prenom Francina Aina ha originat Francinaina. A més, també es pot trobar en català en el prenom compost Anna-Maria o Anna Maria.
Variant: Aina (d'origen mallorquí).

## Versions i variants en altres llengües
Formes alternatives del prenom Anna, incloent-hi les variants ortogràfiques, apòcopes i diminutius:
- Aina - suec, català
- Ainé - irlandès
- Ana - búlgar, croat, gallec, georgià, hawaià, macedònic, portuguès, romanès, serbi, eslovè, castellà.
- Anaïs - francès
- Anano georgià
- Anča - txec, eslovac, romanès
- Ance - letó
- Anci - hongarès
- Andzia - polonès
- Ane - basc, danès, hawaià
- Anechka - rus
- Anelie - alemany
- Anella - estonià
- Anelle - estonià, finlandès
- Aneta - txec, eslovac, ucraïnès, polonès
- Anete - estonià, letó
- Annette - suec
- Anett - estonià
- Anette - estonià, noruec, suec
- Anežka - txec
- Ania - polonès, rus
- Anica - croat, romanès, serbi, eslovè, espanyol
- Anička - txec, eslovac
- Anicuta - portuguès, romanès
- Anie - armeni
- Anika - danès, neerlandès, alemany
- Annika - suec, finlandès
- Anikó - hongarès
- Anina - alemany
- Anissa - anglès
- Anita - estonià, finlandès, letó, portuguès, espanyol, suec, anglès, polonès
- Anitte - alemany
- Anja - danès, finlandès, alemany, noruec, serbi, eslovè, suec
- Anka - búlgar, alemany, croat, polonès, rus, serbi
- Anke - frisó, alemany
- Ann - anglès, estonià, suec
- Anna - armeni, bretó, búlgar, txec, danès, neerlandès, anglès, estonià, finlandès, alemany, grec, hongarès, islandès, italià, japonès, letó, malayalam, noruec, occità,[2] polonès, rus, eslovac, suec
- Annà - occità[2]
- Annah - alemany
- Annaki - grec
- Annamma - Malayalam
- Annam - Malayalam
- Annchen - alemany
- Anne - anglès / francès
- Anneka - anglès
- Anneke - neerlandès
- Anneli - estonià, finlandès, suec
- Annelie - danès, alemany, noruec, suec
- Annelien - neerlandès
- Annella - escocès
- Annele - letó
- Annelle - francès
- Annetta - italià
- Annette - francès
- Anni - estonià, finlandès, alemany, suec
- Annick - bretó
- Annie - anglès] / francès
- Anniina - finlandès
- Annija - letó
- Annika - neerlandès, estonià, finlandès, letó, suec
- Annike - estonià
- Anniken - noruec
- Anniki - estonià
- Annikki - finlandès
- Anninya - letó
- Annio - grec
- Annora - anglès
- Annouche - francès
- Annoula - grec
- Annus - hongarès
- Annukka - finlandès
- Annushka - hongarès, rus
- Annuska - hongarès
- Anona - anglès
- Anouk - neerlandès, francès
- Anoushka - eslau
- Anouska - eslau
- Ans - neerlandès
- Antje - neerlandès, alemany
- Anu -estonià, finlandès
- Anushka - rus
- Anuszka - polonès
- Anuška - txec
- Anya - rus, letó
- Anyu - hongarès
- Anyuta - letó, rus
- Asya - letó
- Asenka - letó
- Ayn
- Ayna
- Chana - hebreu
- Chanah - hebreu
- Channah - hebreu
- Enye - hebreu
- Hajna - hongarès
- Hana - txec, japonès, eslovac
- Hania - polonès
- Hanka - polonès
- Hanna - danès, neerlandès, anglès, estonià, finlandès, gueez, alemany, islandès, noruec, polonès, suec, ucraïnès
- Hannah - àrab, anglès, estonià, suec
- Hanne - alemany, escandinau
- Hannela - estonià
- Hannele - estonià, finlandès
- Hannelore - alemany
- Hena - jiddisch
- Henda - jiddisch
- Hendel - jiddisch
- Hene - jiddisch
- Henye - jiddisch
- Nainsí - irlandès
- Nan - anglès
- Nana - espanyol, japonès
- Nancy - anglès, suec
- Nandag - escocès
- Nanette - anglès, francès
- Nani - grec
- Nannie - anglès
- Nanny - anglès
- Nanor - espanyol
- Nettchen - alemany
- Nina - anglès, hongarès, polonès, portuguès, espanyol, suec
- Niina - estonià, finlandès
- Nino - georgià
- Ninon - francès
- Nita - espanyol
- Noula - grec
- Nyura - rus, ucraïnès
- Ona - hebreu, lituà
- Onnee - gaèlic manx
- Panni - hongarès
- Yanina - letó

## Denominacions compostes que incloguin Anna i variants
Principals denominacions compostes i variants:
- Anabel - anglès, gallec, polonès, castellà
- Anabela - portuguès
- Anabella - castellà, anglès
- Anabelle - anglès
- Analeigh - anglès
- Ana María - castellà
- Anamaria - anglès
- Anamaría - castellà
- Ana-Maria -  romania
- Annabel - català, anglès, estonià
- Anna-Bella - anglès, suec
- Annabella - anglès, italià
- Annabelle - anglès, francès
- Annabeth - anglès
- Anna-Carin - suec
- Anna-Greta - suec
- Anna-Karin - suec
- Annalee - anglès
- Annaliisa - estonià
- Anna-Liisa - estonià, finlandès
- Annaliis - estonià
- Anna-Lisa - suec
- Annalisa - anglès, italià
- Annalise - anglès
- Anna-Maria - estonià, polonès, suec, finlandès
- Annamaria - italià
- Ann-Britt - suec
- Ann-Charlotte - suec
- Ann-Christin - suec
- Annegret - alemany
- Annelies - neerlandès, alemany
- Anneliese - neerlandès, alemany
- Annelise - danès
- Annemarie - neerlandès, anglès, alemany
- Ann-Kristin - suec
- Ann-Louise - suec
- Ann-Margret - suec
- Ann-Mari - suec
- Ann-Marie - suec
- Annmarie - anglès
- Ann-Sofi - suec
- Ann-Sofie - suec
- Francina-Aina - català
- Francinaina - català
- Leann - anglès
- Leanna - anglès
- Leanne - anglès
- Leeann - anglès
- Lisann - estonià
- Lisanna - estonià
- Lisanne - neerlandès, anglès, estonià
- Luana - anglès
- Luann - anglès
- Luanna - anglès
- Luanne - anglès
- Marian - anglès, estonià
- Mariana - txec, estonià, portuguès,  romanès, castellà
- Mariann - estonià
- Mari-Ann - estonià
- Mari-Anna - estonià
- Marianna - anglès, estonià, finlandès, català grec, hongarès, italià, polonès, rus, eslovac
- Maria Anna - català
- Maria-Anna - català
- Maria Aina - català
- Maria-Aina - català
- Mari-Anne - estonià
- Marianne - anglès, estonià, francès, alemany, noruec, suec
- Marijana -  croat, serbi, eslovè
- Marjaana - estonià, finlandès
- Marjaane - estonià
- Marjan - neerlandès
- Marjana - eslovè
- Maryann - anglès
- Maryanne - anglès
- Hanna-Liina - estonià
- Hanna-Liis - estonià
- Hannaliisa - estonià
- Hanna-Liisa - estonià, finlandès
- Pollyanna - anglès
- Rosanna - anglès, italià, portuguès
- Rosannah - anglès
- Rosanne - anglès
- Roseann - anglès
- Roseanne - anglès
- Rozanne - anglès
- Ruthann - anglès
- Ruthanne - anglès
- Saranna - anglès

## Onomàstica
La festa onomàstica amb més difusió d'Anna és el 26 de juliol en honor de Santa Anna, mare de la Mare de Déu, però també hi ha d'altres santes amb aquest prenom:
- Santa Anna, profetessa, que celebra la festa onomàstica l'1 de juny
- Beata Anna Maria Antigó, monja clarissa
- Beata Anna Maria Janer, monja fundadora de congregació religiosa
- Beata Anna Maria Mogas, monja fundadora de congregació religiosa, 6 d'octubre i 3 de juliol
- Serventa de Déu Anna Maria Ravell i Barrera, monja fundadora de congregació religiosa
- Serventa de Déu Anna Soler i Pi, religiosa
- Venerable Anna de Sant Agustí, monja, 11 de desembre
- Beata Anna de Sant Bartomeu, monja, 7 de juny

## Biografies
- Nobles:
  - Anna Adelaida de Fürstenberg-Heiligenberg, princesa alemanya
  - Anna Amàlia de Baden-Durlach, princesa alemanya
  - Anna Amàlia de Brunswick-Wolfenbüttel, princesa alemanya
  - Anna Bolena, reina consort d'Anglaterra
  - Anna Caterina de Nassau-Ottweiler, princesa alemanya
  - Anna Caterina de Salm-Kyrburg, princesa alemanya
  - Anna Caterina de Sayn-Wittgenstein, princesa alemanya
  - Anna Comnena, princesa romana d'Orient
  - Anna Dorotea de Hohenlohe-Neuenstein, princesa alemanya
  - Anna Dorotea de Hohenlohe-Waldenburg, princesa alemanya
  - Anna Dönhoff, noble polonesa
  - Anna Elionor de Hessen-Darmstadt, princesa alemanya
  - Anna Enriqueta de Baviera, princesa de Baviera
  - Anna Gonzaga, princesa Gonzaga i Wittelsbach
  - Anna I de la Gran Bretanya, reina de la Gran Bretanya
  - Anna Ivanovna de Rússia, emperadriu de Rússia
  - Anna Jablonowska, princesa polonesa
  - Anna Lluïsa Benedicta de Borbó-Condé, princesa francesa
  - Anna Magdalena de Birkenfeld-Bischweiler, princesa alemanya
  - Anna Magdalena de Lobkowicz, princesa Lobkowicz
  - Anna Maria Lluïsa de Mèdici, princesa de Toscana
  - Anna Maria Martinozzi, princesa consort Borbó-Conti
  - Anna Maria Sforza, princesa de Milà
  - Anna Maria d'Orleans, reina consort de Sicília i Sardenya-Piemont
  - Anna Maria de Baden-Durlach, princesa alemanya
  - Anna Maria de Dinamarca, princesa de Dinamarca i reina consort de Grècia
  - Anna Maria de Hessen-Kassel, princesa alemanya
  - Anna Maria de Mecklenburg-Schwerin, princesa alemanya
  - Anna Maria de Sayn-Wittgenstein-Homburg, princesa alemanya
  - Anna Maria de Solms-Sonnenwalde, princesa alemanya
  - Anna Mortimer, princesa anglesa
  - Anna Petrovna, princesa russa
  - Anna Sibil·la de Schawarzburg-Rudolstadt, princesa alemanya
  - Anna Sofia de Brunsvic-Wolfenbüttel, princesa alemanya
  - Anna Sofia de Dinamarca, princesa consort de Saxònia
  - Anna Sofia de Prússia, princesa alemanya
  - Anna Sofia de Saxònia-Gotha-Altenburg, princesa alemanya
  - Anna Sofia de Schwarzburg-Rudolstadt, princesa alemanya
  - Anna d'Espanya, reina consort de França
  - Anna d'Este, duquessa consort de Guisa
  - Anna d'Àustria i d'Habsburg, reina consort de Castella, Aragó i Portugal
  - Anna de Borbó-Parma, reina consort de Romania
  - Anna de Bretanya, duquessa de Bretanya i reina consort de França
  - Anna de Candale, reina consort d'Hongria i Bohèmia
  - Anna de Clèveris, reina consort d'Anglaterra
  - Anna de França, regent de França
  - Anna de Kíev, reina consort de França
  - Anna de Leiningen-Falkenburg, princesa alemanya
  - Anna de Lusignan, princesa de Xipre i duquessa consòrt de Savoia
  - Anna de Rússia, reina consort dels Països Baixos
  - Maria Anna Victòria d'Espanya, reina de Portugal.
  - Maria Anna d'Àustria, reina de Portugal.
  - Maria Anna de Baviera, arxiduquessa d'Àustria.
  - Maria Anna de Baviera, emperadriu romanogermànica.
  - Maria Anna de Baviera, delfina de França.
  - Maria Anna de Baviera, filla de Carles VII del Sacre Imperi Romanogermànic.
  - Maria de Baviera , reina de Saxònia
  - Maria Anna de Portugal, reina de Saxònia
  - Maria Anna de Portugal, gran duquessa de Luxemburg.
  - Maria Anna de Portugal, princesa de Thurn und Taxis.
  - Maria Anna de Portugal, casada amb Gabriel d'Espanya.
  - Maria Anna de Savoia, princesa de Savoia.
  - Maria Anna de Savoia, emperadriu d'Àustria.

- Escriptores:
  - Anna-Louisa-Geertruida Bosboom-Toussaint, escriptora neerlandesa
  - Anna Aguilar-Amat, poetessa catalana
  - Anna Akhmàtova, poetessa russa
  - Anna Brigadere, escriptora italiana
  - Anna Dodas, poetessa catalana
  - Anna Gavalda, escriptora francesa
  - Anna Genover, periodista i escriptora catalana
  - Anna Louise Strong, escriptora americana
  - Anna Maria Falconbridge, escriptora anglesa
  - Anna Maria Martínez Sagi, poetessa catalana
  - Anna Maria Matute i Ausejo, escriptora catalana en llengua castellana
  - Anna Maria Moix, escriptora catalana en llengua castellana
  - Anna Maria de Saavedra, escriptora catalana
  - Anna Moore Shaw, escriptora americana
  - Anna Murià, escriptora catalana
  - Anna Price, escriptora americana
  - Anna Rebeca Mezquita, poetessa valenciana
  - Anna Rosselló, escriptora catalana
  - Anna Vila, escriptora catalana

- 'Músics:
  - Anna Bahr-Mildenburg, soprano
  - Anna Bergendahl, cantant sueca
  - Anna Bon di Venezia, compositora italiana
  - Anna Esipova, pianista russa
  - Anna Fort, pianista catalana
  - Anna Lesko, cantant romanesa
  - Anna Magdalena Bach, segona muller de Johann Sebastian Bach
  - Anna Maria Jopek, cantant
  - Anna Maria Mozart, música austríaca
  - Anna Miranda i Torres, soprano
  - Anna Netrebko, soprano
  - Anna Ricci, mezzosoprano catalana
  - Anna de Belocca, contralt d'òpera

- Esportistes:
  - Anna-Lena Grönefeld, tennista
  - Anna Bergström, esportista sueca
  - Anna Bessonova, esportista
  - Anna Txakvetadze, tennista
  - Anna Kúrnikova, jugadora de tennis
  - Anna Maiques, esportista
  - Anna Meares, ciclista
  - Anna Tarrés i Campa, esportista catalana
  - Anna Ventura, esportista

- Polítiques:
  - Anna Balletbò, periodista i política
  - Anna Birulés, política catalana
  - Anna Diamandopulu, política grega
  - Anna Figueras i Ibàñez, política catalana
  - Anna Lindh, política sueca
  - Anna Moffo, política
  - Anna Pagans, política valenciana
  - Anna Simó, política catalana
  - Anna Terrón i Cusí, política catalana
  - Anna del Frago i Barés, política catalana

- Actrius:
  - Anna Alexandrovna Jimskaya, actriu i model
  - Anna Barrachina, actriu catalana
  - Anna Faris, actriu americana
  - Anna Lizaran, actriu catalana
  - Anna Lola Pagnani, cantant i actriu italiana
  - Anna M. Barbany, actriu catalana
  - Anna Magnani, actriu italiana
  - Anna Malle, actriu americana
  - Anna May Wong, actriu americana
  - Anna Nicole Smith, model i actriu
  - Anna Paquin, actriu neozelandesa
  - Anna Sahun, actriu catalana
  - Anna Torv, actriu australiana

- Altres:
  - Anna-Vari Arzur, activista cultural bretona
  - Anna Bågenholm, radiòloga
  - Anna Cabré, geògrafa catalana
  - Anna Forés Miravalles, pedagoga i escriptora
  - Anna Freud, psicoanalista
  - Anna Jimskaya, model
  - Anna Mae Aquash, activista micmac
  - Anna Maleras, ballarina
  - Anna Maria Bordas, periodista catalana
  - Anna Maria Dalí, filla adoptiva de Salvador Dalí
  - Anna Maria Llatas d'Agustí, educadora
  - Anna McGarry, advocada
  - Anna O., defensora dels drets de la dona i dels infants
  - Anna Papiol i Constantí, filòloga catalana
  - Anna Pàvlova, ballarina de ballet russa
  - Anna Politkovskaia, periodista russa
  - Anna Rúbies, pedagoga
  - Anna Sanmartí, metgessa catalana
  - Anna Simon, periodista catalana
  - Anna Veiga, biòloga catalana
  - Anna Wierzbicka, lingüista

- Variant Aina:
  - Aina Calvo Sastre, política mallorquina
  - Aina Moll Marquès, filòloga
  - Aina Clotet, actriu catalana
  - Aina Rado i Ferrando, política mallorquina
  - Aina Maria Castillo Ferrer, política mallorquina
  - Aina Montaner Rotger, filòloga
  - Aina Maria Salom i Soler, política mallorquina
  - Joana Aina Vidal Burguera, política mallorquina
  - Francina Aina Catany, Carretera, glosadora mallorquina
  - Francina Aina Cirer i Carbonell, beatificada com a Francinaina Cirer, religiosa mallorquina i beata

### Altres versions
•   Ana Beatriz García, actriu espanya.
- Anne Frank, autora d'un diari
- Mary Ann Gabriel, compositora anglesa.
- Mary Ann Newman, una lingüista estatunidenca. Creu de Sant Jordi 1998.